# Luigi Carlo Borromeo
Luigi Carlo Borromeo (Graffignana, 26 d'octubre de 1893 - Pavia, 4 de juliol de 1975) fou un religiós i bisbe italià. Va ser ordenat sacerdot el 30 de març de 1918, i fou professor de Filosofia a Lodi.
Es consagrà bisbe auxiliar de Lodi el 2 de desembre 1951. El 28 de desembre 1952 va ser nomenat bisbe de Pesaro. Fou pare conciliar durant totes les sessions del Concili Vaticà II, i membre del grup conservador Coetus Internationalis Patrum. El 1971 s'inaugura la nova parròquia de sant Carles Borromeo.
Va administrar al bisbat fins a la seva mort el 4 de juliol de 1975. Va ser enterrat a la capella de l'extrem dret de la catedral diocesana.